# 060 특수부대
《060 특수부대》은 머니투데이에서 연재되는 스바르탄 작가의 만화이다. 여성징병제를 가정하여 060 특수부대라는 가상의 공간에서 일어나는 일들을 코믹하게 그려냈다.

## 주요 등장인물

### 060 특수부대
- 정우석
- 덕구
- 이채린
- 고아라
- 오지랖
- 박봉출
- 방울이

### 기타 주조연
- 군단장, 사단장, 여단장, 대대장 마흥석, 중대장 최뢰한, 소대장 박태만
- 행보관
- 소장(최종직급) 안소영